# Mary Brant
Mary Brant (Gonwatsijayenni) , född 1736, död 16 april 1796, var en mohawkisk politisk ledare. Hon utövade genom sin härstamning från en högstatusfamilj, som änka efter sir William Johnson och på grund av sin egen begåvning ett stort inflytande över det mohawkiska samhället under det amerikanska frihetskriget. De brittiska militärbefälhavare vilka hade mest att göra med irokeserna intygade samfällt att hennes insatser var avgörande för att bibehålla mohawkernas lojalitet under kriget.

## Ungdom och tidiga liv
Mary Brants var dotter till Margaret och Peter Tehonwaghkwangearahkwa från Canajoharie i Mohawkdalen, den övre mohawkiska bosättningen. Joseph Brant var en av Marys yngre bröder.  Fadern dog medan familjen bodde i Ohio och modern återvände med sina barn till Canajoharie, där hon gifte sig med Nickus Brant. Denne ägde ett stort timmerhus och förde ett europeiskt levnadssätt. Mary fick tidigt kontakt med en europeisk livsföring och fick en grundläggande utbildning vid en anglikansk missionsskola. Hon kunde därför tala och skriva god engelska. Nickus Brant var vän med William Johnson och det är troligt att Mary träffade sir William vid många tillfällen i sin ungdom.

## Äktenskapet med Sir William

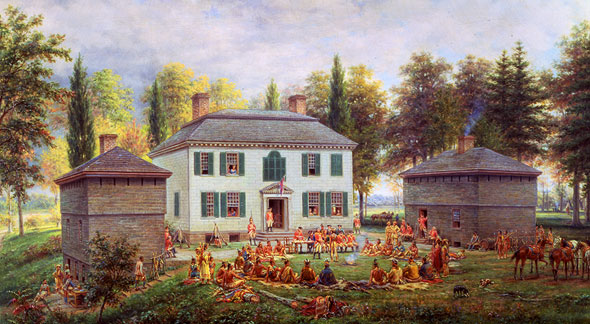
På Johnson Hall vimlade det alltid av indianska och europeiska gäster, även när inte formella rådslag hölls.

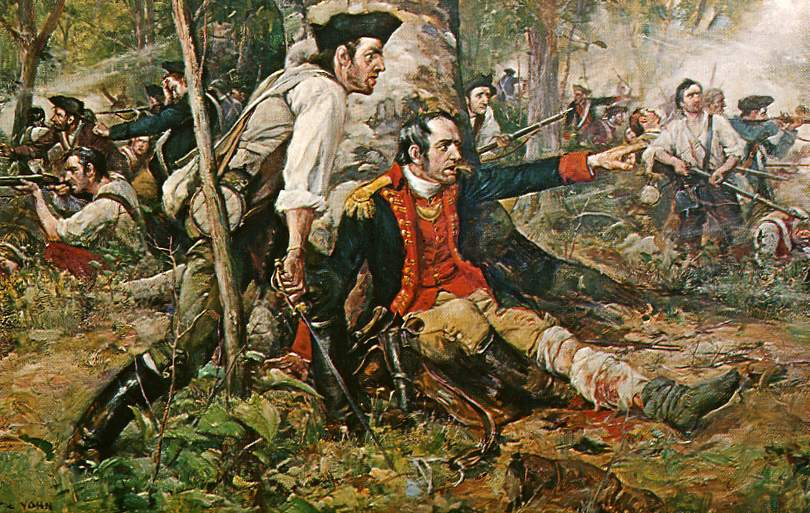
I slaget vid Oriskany besegrades de amerikanska styrkorna av lojalister och irokeser.

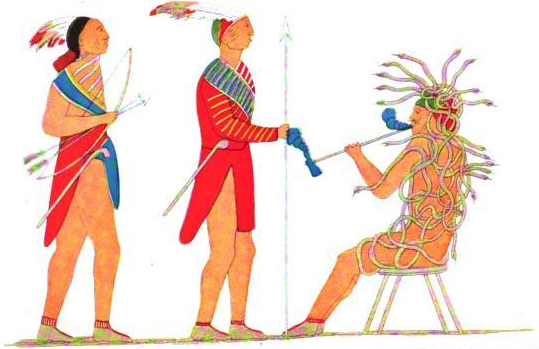
Även Tadohado, Irokesförbundets ledande sachem (här på en symbolisk bild tillsammans med två mohawkiska ledare), utsågs av klanmödrarna.

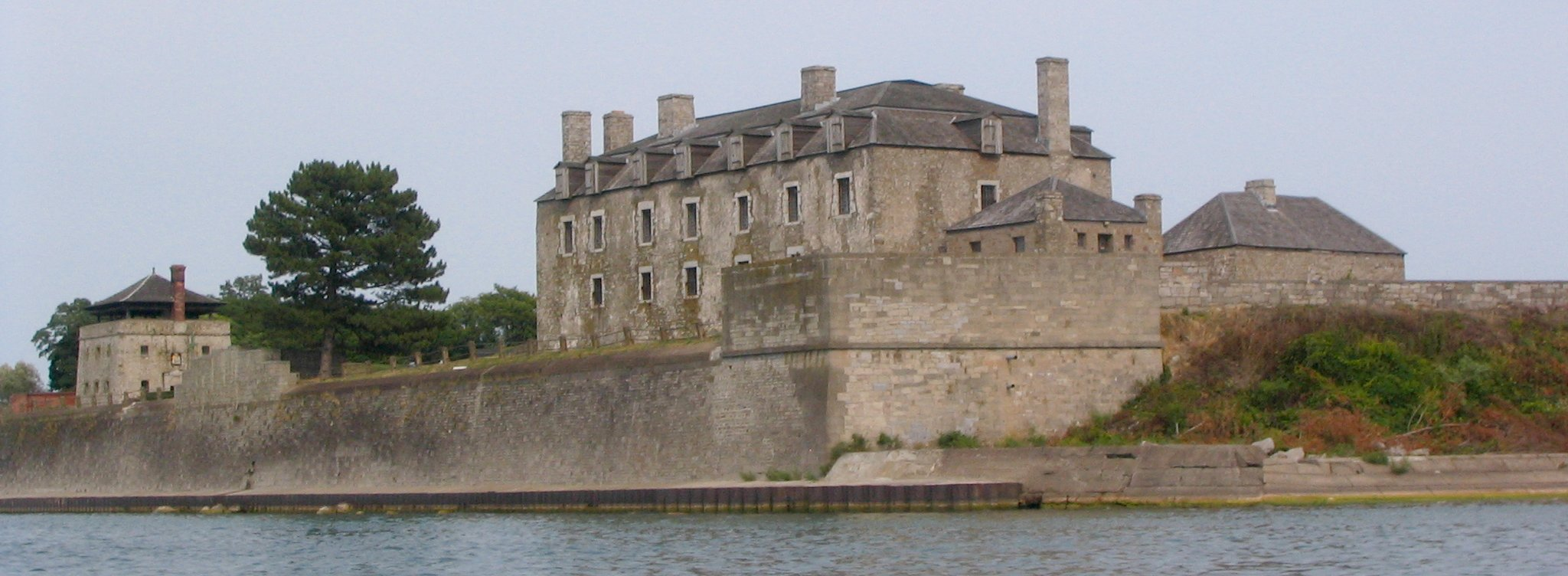
Fort Niagara

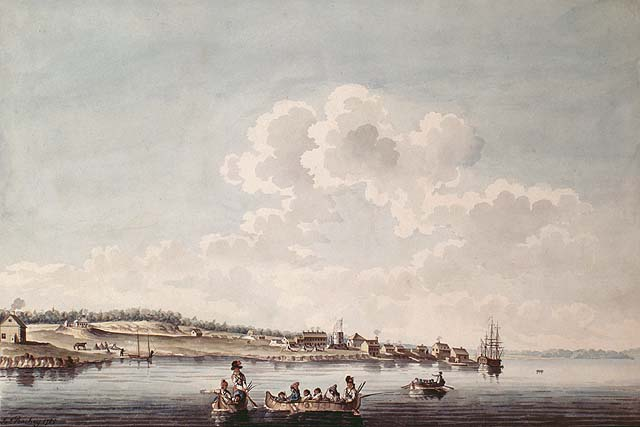
Cataraqui, det blivande Kingston, som det såg ut 1785.

Unionsflaggan från 1707 är en lojalistisk symbol i Kanada.

Mary Brant var sir William Johnson hustru. Äktenskapet var inte bara ett samboförhållande vilket common law betraktade som ett äktenskap, utan den lokala traditionen vet berätta att det formaliserades genom en irokesisk ceremoni. Mary fick med sir William åtta barn som nådde vuхen ålder. Han behandlade henne och barnen med den största respekt och gav dem all den bekvämlighet och lyх som anstod en överklassfamilj. På det eleganta Johnson Hall var det Mary som var värdinna för de talrika gäster som alltid var där, hushållerska och arbetsledare för den stora tjänarstaben, samt under makens talrika frånvaroperioder i tjänsten förvaltare, som beställde varor och styrde över godsets dagliga verksamhet. Som ett tecken på sin ställning utförde hon personligen aldrig något hushållsarbete.

## Den amerikanska revolutionen
Efter sir Williams död 1774 flyttade Mary Brant tillsammans med sina barn tillbaka till Canajoharie. Där förde hon ett bekvämt liv i ett välförsett hus; var klädd i irokesisk stil men i de finaste tyger. När det amerikanska frihetskriget bröt ut gjorde Mary allt vad hon kunde för att stödja och hjälpa de lojalister som tvingats fly till skogs. Hon försåg också kungens vänner med ammunition. 1777 kunde hon varna sin bror Joseph Brant för ankommande patriotiska truppstyrkor vilket möjliggjorde för lojalister och irokeser att vinna slaget vid Oriskany. Oneidairokeserna, som deltagit i slaget som patrioternas allierade, tog därefter hämnd på mohawkerna, och särskilt på Mary Brant, genom att anfalla och förstöra de två största mohawkiska bosättningarna. Mary tog tillflykt till onondaga, Irokesförbundes eldväktare, och flyttade sedan till cayuga, där hon hade släktingar. Men snart övertalade John Butler henne att slå sig ned vid Fort Niagara, där Butler’s Rangers hade sin depå. Hon placerade två av sina döttrar i en internatskola i Montréal och bosatte sig sen i ett flyktingläger på Carleton Island, där hon genom ett kraftfullt agerande lyckades hålla modet uppe på de irokesiska flyktingarna.

## Politiskt ledarskap
I det matrilinjära irokesiska samhället hade kvinnorna en ovanligt stark ställning i det offentliga livet. När en sachem dog var det klanmödrarna som bestämde vilken av arvingarna som skulle tillträda ämbetet. Kvinnornas maktutövning var annars mest av övervakande och kontrollerande art. Klanmödrarna kunde inlägga sitt veto både mot politiska och militära beslut. Under eхtrema omständigheter kunde de också avsätta en sachem. Mary Brants politiska ledarskap synes ha varit av ett mera aktivt slag. Redan 1755-56 medföljde hon den irokesiska delegation vilken i Philadelphia förhandlade med myndigheterna i Pennsylvania om den svindel som Susquehanna Company skulle ha gjort sig skyldig till när Johan Henrik Lydius förvärvade mark i Wyomingdalen åt dem. 
Mohawkerna hade länge varit förbundna med Storbritannien och när den amerikanska revolutionen bröt ut tog de ställning för den brittiska kronan. Men inte alla mohawker delade denna uppfattning och en fraktion ville vara neutrala och deklarerade även detta vid irokesernas förhandlingar med de amerikanska myndigheterna i Albany 1775. Mary arbetade aktivt för att förmå Irokesförbundet att förena sig med Storbritanniens sak och övertalade irokeserna 1777 att avvisa alla förslag om separatfred med amerikanerna. Under tiden vid Fort Niagara rådfrågades hon av irokeserna före alla viktiga beslut och varnade dem ofta för att framföra förhastade framställningar till de brittiska militära myndigheterna. Mary använde sitt inflytande över de mohawkiska krigarna till att stärka sin egen politiska makt och befordra sitt folks intressen. Hon fungerade som en medlare mellan mohawkerna och den brittiska militären. På Carleton Island hävdade den lokale militärbefälhavaren, att den goda disciplin som fanns bland de stora irokesiska styrkor som hade samlats där enbart berodde på hennes goda inflytande; Miss Molly Brant's influence over them, which [was] far superior to that of all their Chiefs put together.

## Flykting i Kanada
Mary Brant flyttade 1783 till Cataraqui, det blivande Kingston i Ontario, där även tre av hennes döttrar bosatte sig. De brittiska myndigheterna lät bygga ett hus åt henne; hon ersattes för sina ekonomiska förluster under kriget och tilldelades en årlig pension om 100 pund sterling (vilket motsvarar en årsinkomst om 133 000 pund i 2010 års penningvärde), den högsta pension som tilldelades en indian. Hon var en from anglikan som regelbundet besökte den engelska kyrkan i Kingston. 

## Eftermäle
Mary Brants insatser har traditionellt förringats av historiker och demoniserats av litteratörer och förblivit en fotnot i Mohawkdalens historia. Även bland irokeserna har hon intill senaste tid förtigits trots att hennes och sir Williams försiktiga diplomati länge förhindrade nybyggarnas territoriella aggression. Historiska och litterära verk har trivialiserat hennes arbete.
Modern forskning skildrar dock Mary Brant som en stark personlighet som bibehöll sin irokesiska identitet hela livet, ofta till hennes europeiska samtidas missnöje. Mary är en kontroversiell historisk person därför att hon var både probrittisk och proirokesisk. Hon envisades med att tala mohawkiska, hon klädde sig hela livet efter mohawkisk tradition och hon uppmuntrade sina barn att göra detsamma. Efter kriget minskade kvinnornas inflytande över det irokesiska samhällets offentliga liv markant och hennes döttrar kunde inte följa i hennes fotspår. 
1986 gav det kanadensiska postverket ut ett frimärke som hyllade Mary Brant. Det finns inga kända porträtt av henne och på frimärket återges hon med tre ansikten, som skall symbolisera henne som irokes, lojalist och europé. Frimärkets brittiska unionsflagga av år 1707 är en vanlig lojalistsymbol i Kanada.